# Forbundsdagsvalget 1983
Valget i Tyskland 1983 blev afholdt den 6. marts det år. Valget til den 10. Forbundsdag var det første efter at Helmut Kohl blev valgt som kansler og førte partiet De grønne for første gang ind i Forbundsdagen. Valget blev afholdt tre år inde i den ordinære valgperiode på fire år, og det var anden gang i Forbundsrepublikken Tysklands historie at det blev afholdt et valg før tid. Den første gang der blev afholdt et valg til Forbundsdagen før udløbet af den ordinære valgperiode var i 1972.
Resultatet af valget blev at den siddende koalitionsregeringen bestående af CDU/CSU og FDP med Helmut Kohl som kansler blev siddende. 

## Resultater
|  | Parti     | Partilistestemmer | Procent (ændring) | Procent (ændring) | Pladser (ændring) | Pladser (ændring) | Procent af pladser |
|  | --------- | ----------------- | ----------------- | ----------------- | ----------------- | ----------------- | ------------------ |
|  | SPD       | 14 865 807        | 38,2 %            | −4,7 %            | 193               | −25               | 38,8 %             |
|  | CDU       | 14 857 680        | 38,1 %            | +3,9 %            | 191               | +17               | 38,4 %             |
|  | CSU       | 4 140 865         | 10,6 %            | +0,3 %            | 53                | +1                | 10,6 %             |
|  | FDP       | 2 706 942         | 6,9 %             | −3,7 %            | 34                | −19               | 6,8 %              |
|  | De grønne | 2 167 431         | 5,6 %             | +4,1 %            | 27                | +27               | 5,4 %              |
|  | Andre     | 201 962           | 0,5 %             |                   | 0                 |                   | 0,0 %              |
|  | Totalt    | 38 940 687        | 100,0 %           |                   | 498               | +1                | 100,0 %            |

Valgdeltagelsen var på 89,1 %.